# AMRAAM
AMRAAM står for Advanced Medium Range Air to Air Missile. Bærer betegnelsen "Air Interdiction Missile 120" eller "AIM-120". Fremstillet af Hughes. Et målsøgende missil der typisk affyres fra jagerfly mod andre flyvende mål. Anvender to forskellige søgemetoder: Det første stykke tid efter affyring opdateres missilets kurs ved modtagelse af signaler fra "moderflyets" radar. Når missilet nærmer sig målet anvender missilet sin egen radar. Det angrebne fly vil således ikke vide at missilet er på vej før i sidste øjeblik. Rækkevidde 20+ miles.
AMRAAM kan i princippet affyres fra en hvilken som helst våbenplatform hvis radar er i stand til at opdatere dets kurs under flyvningen. AMRAAM er tilpasset en række forskellige affyringsplatforme som skibe og køretøjer SLAMRAAM (Surface Launched AMRAAM).